# Grisel Margarita
Grisel Margarita García Paredes (Ciudad de México, 26 de abril de 1989), conocida simplemente como Grisel Margarita, es una actriz mexicana. Es recordada por su personaje antagónico infantil de Patricia "Patty" Hernández en la telenovela mexicana infantil Amigos x siempre del año 2000, además de su participación en otras telenovelas infantiles más de Televisa como Cómplices al rescate (2002), en el papel de Priscila Rico, y Amy, la niña de la mochila azul (2004), interpretando a Carolina Hinojosa.

## Filmografía

### Telenovelas
| Año/s     | Título                          | Papel                      |
| --------- | ------------------------------- | -------------------------- |
| 2004-2006 | Rebelde                         | Anita                      |
| 2004      | Amy, la niña de la mochila azul | Carolina Hinojosa          |
| 2002      | Cómplices al rescate            | Priscila Rico              |
| 2000      | Amigos x siempre                | Patricia "Patty" Hernández |

### Series de televisión
| Año/s     | Título                       | Papel                             |
| --------- | ---------------------------- | --------------------------------- |
| 2008-2015 | La rosa de Guadalupe         | Varios papeles (varios episodios) |
| 2006      | Vecinos                      | Darketa                           |
| 2003-2004 | Mujer, casos de la vida real | Varios papeles (varios episodios) |